# Jihad (chanson)
Pour le devoir religieux en islam, voir Djihad.
Pistes de Christ Illusion
Eyes of the Insane Consfearacy
Jihad est une chanson du groupe de metal américain Slayer, figurant sur l'album Christ Illusion sorti en 2006. La chanson, écrite à la première personne, décrit les pensées imaginées d'un terroriste des attentats du 11 septembre 2001, et s'achève sur une déclaration orale laissée avant sa mort par Mohammed Atta As-Sayed, désigné par le FBI comme le coordinateur de l'attaque terroriste et le pilote du premier avion à s'être écrasé contre les tours du World Trade Center. Les paroles de « Djihad » sont principalement l'œuvre de Jeff Hanneman, guitariste du groupe, avec la collaboration du chanteur Tom Araya.
« Djihad » a reçu un accueil mitigé dans la presse musicale, les critiques portant généralement sur les paroles controversées de la chanson. Elle a été comparée à une précédente chanson controversée du groupe, du nom d’« Angel of Death », également écrite par Hanneman, qui avait suscité l'indignation à sa sortie en 1986.
En Inde, sous l'action du militant chrétien Joseph Dias, EMI Inde dut retirer l'album de la vente. Aux États-Unis, lors de sa première interprétation dans l'émission Jimmy Kimmel Live! sur la chaîne de télévision ABC, seule la première minute de la chanson fut diffusée, amputant ainsi de 70 % sa durée.